# Näherstille
Näherstille ist ein Stadtteil der Stadt Schmalkalden im Landkreis Schmalkalden-Meiningen in Thüringen mit etwa 1000 Einwohnern. Der Name rührt unter anderem vom Fluss Stille, der hier nur ein geringes Gefälle besitzt und in den der ebenfalls durch das Dorf fließende Asbach mündet.

## Geschichte
Näherstille wurde urkundlich erstmals im Jahr 1333 unter dem Namen Nydern Stylla im Henneberger Urbarium erwähnt. Später nennt man den Ort auch Nidern Stilla (1345) und Nehirn Stilla (1360).
Der Ort mit zwei Stiftsgütern (Kapitelhof und Mönchshof) gehörte abwechselnd zu den Ämtern Schmalkalden und Hallenberg. Eine Vereinigung erfolgte im Jahre 1791 und seit dieser Zeit gehörten dann beide Teile vereinigt zum Amt Schmalkalden, zumal es seit 1747 der Schmalkaldener Pfarre zugehörig war. Während der napoleonischen Zeit gehörte 1807 Näherstille dem Kanton Floh an und kehrte 1813 zum ursprünglichen Amte zurück, unter dessen Kreisverwaltung es dann ab 1821 auch blieb. Am 1. Januar 1978 wurde Näherstille als neuer Stadtteil nach Schmalkalden eingemeindet.

## Sehenswertes
- Der Kapitelhof, der nicht mehr in seiner ehemaligen Bauweise erhalten ist, war ein Fachwerkbau des 15. Jahrhunderts. Er steht unter Denkmalschutz.
- Das Freibad in Näherstille wird nicht nur von Bewohnern des Stadtteils besucht.